# 小行星113950
小行星113950（113950 Donbaldwin）是一颗绕太阳运转的小行星，为主小行星带小行星。该小行星于2002年10月发现。
該小行星以唐納德·R·鮑德溫（Donald R. Baldwin）命名。

## 轨道参数
小行星113950的轨道半长轴为449 542 525 km，3.0049634 UA，离心率为0.063。